# EGREM (discográfica)
Empresa de Grabaciones y Ediciones Musicales (EGREM) es una compañía discográfica cubana, perteneciente al gobierno de Cuba. Fue creada el 31 de marzo de 1964, luego del triunfo de la revolución de ese país. 
Concentró por más de tres décadas la actividad discográfica de la isla, por lo cual cuenta con un catálogo musical cubano de más de 70 000 grabaciones inéditas de la música de Cuba en géneros como rumba, chachachá, guaracha, danzón, mambo, son, bolero, clásica,
salsa,
rock y
fusión. EGREM ha grabado a muchos los artistas contemporáneos más reconocidos de la música de ese país como Benny Moré, Chucho Valdés, Silvio Rodríguez o los artistas del Buena Vista Social Club como Compay Segundo, Omara Portuondo o Elíades Ochoa, así como las primeras grabaciones de piezas que son considerados estándares en géneros como el chachachá, el bolero y el son cubano.
Sus estudios más destacados son los Estudios Areito 101 y 102, ubicados en la Calle 3.ª #1008 entre calle 10 y calle 12, en el distrito Miramar, en La Habana.

## Historia
En 1944 se fundó el estudio Panart (Arte Panamericano), primer estudio de propiedad privada cubana donde se fabricaron los discos de artistas y agrupaciones como Miguelito Valdés, la Orquesta América, el Conjunto Casino, Barbarito Diez. En 1960 se empezó un proceso de nacionalización de todas las empresas en Cuba y entre los años 1962-1964 surgió la Imprenta Nacional, bajo la marca INC (Imprenta Nacional de Cuba), dándole paso así a la creación de la Editora Nacional de Música y la Empresa de Grabaciones y Ediciones Musicales, que a la postre sería conocida por el acrónimo EGREM. La empresa fue fundada el 31 de marzo de 1964, utilizando como primera sede e infraestructura la del estudio Panart, en la calle San Miguel 410, entre Campanario y Lealtad, de la capital cubana.

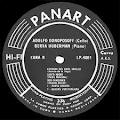
Primer estudio con propiedad de los cubanos.

Debido a la concentración estatal, EGREM se convirtió en la mayor firma cubana encargada de la producción de discos, casetes, discos compactos, y comercialización de soportes musicales, prestación de servicios culturales y comercialización de presentaciones artísticas, en el país y en el exterior, asociados a la promoción del catálogo propio y de la música cubana en general, así como de la programación de giras internacionales de los artistas que representa, a través de su agencia Promusic. Dicha prevalencia la sostendría hasta los años 80, cuando comenzaron a surgir otros sellos como Bis Music, Colibrí o Abdala.
En 2015 EGREM firmó un convenio con la transnacional Sony para difundir por el mundo su catálogo, así como incorporarlo a plataformas digitales como Spotify, YouTube e iTunes. La empresa sigue siendo una fuente de ingresos considerable para las industrias culturales cubanas en las actividades editoriales, de grabación y de venta de discos físicos. En 2016 representaba el 58% de ingresos por ventas digitales de música.

## Estudios de grabación
La EGREM cuenta con cinco estudios de grabaciones: tres en La Habana, uno en Santiago de Cuba y un estudio móvil. Todos estos estudios han dado paso por sus cabinas a figuras como:
- Nat King Cole,
- Josephine Baker,
- Silvio Rodríguez,
- Pablo Milanés,
- Chucho Valdés,
- Sonia Silvestre,
- Soledad Bravo,
- Vicente Garrido,
- Susana Baca,
- Roy Brown,
- Ry Cooder,
- Miguelito Valdés,
- Los Aldeanos
- Maité Hontelé Ft La Orquesta Aragón de Cuba
- Maité Hontelé Ft Vicente García

y otros grandes de la música cubana e internacional.
Además de estos estudios, EGREM cuenta con las siguientes oficinas: 
- División de Comercio Internacional con sede en la Ciudad Habana.
- Casas de la Música en La Habana, Varadero, Cienfuegos, Trinidad, Holguín y Santiago de Cuba.
- Agencias de Representación Artística: Musicuba en Ciudad Habana y Son de Cuba en Santiago de Cuba.